# 箭齒獸
箭齒獸（學名：Toxodon）是南方有蹄目中已滅絕的一屬，生態上與河馬相似，生存於中新世至全新世的南美洲。箭齒獸與一些南蹄目經歷了南北美洲生物大遷徙，相信因更新世的氣候轉變而滅絕。查爾斯·達爾文（Charles Darwin）在《小獵犬號航行之旅》中首先研究了牠的化石。有指箭齒獸的生活模式有點似南美洲的河馬，有可能被一般劍齒虎所掠食。

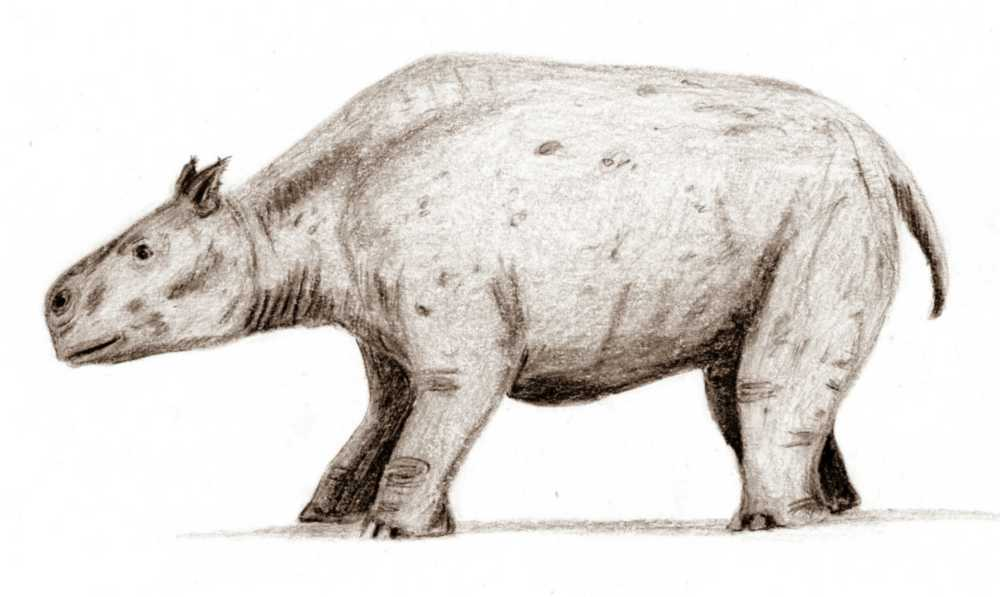
Toxodon platensis

箭齒獸中的T. platensis是一種體型很大的草食性動物，長約2.75米及高1.5米，外觀像犀牛。

## 外部連結
- 簡介Toxodon platensis及其頭顱骨化石